# Yaa Asantewaa
Yaa Asantewaa (geboren am 17. Oktober 1840; gestorben am 17. Oktober 1921) war die Königinmutter von Ejisu, eines Teilstaates des Aschantireiches. Sie führte 1900 den letzten großen Aufstand der Aschanti gegen die britische Herrschaft über ihr Land und die damalige Goldküste, das spätere Ghana, an. Bis heute gilt sie als Vorbild für den afrikanischen antikolonialen Widerstand.

## Vorgeschichte des Aufstandes

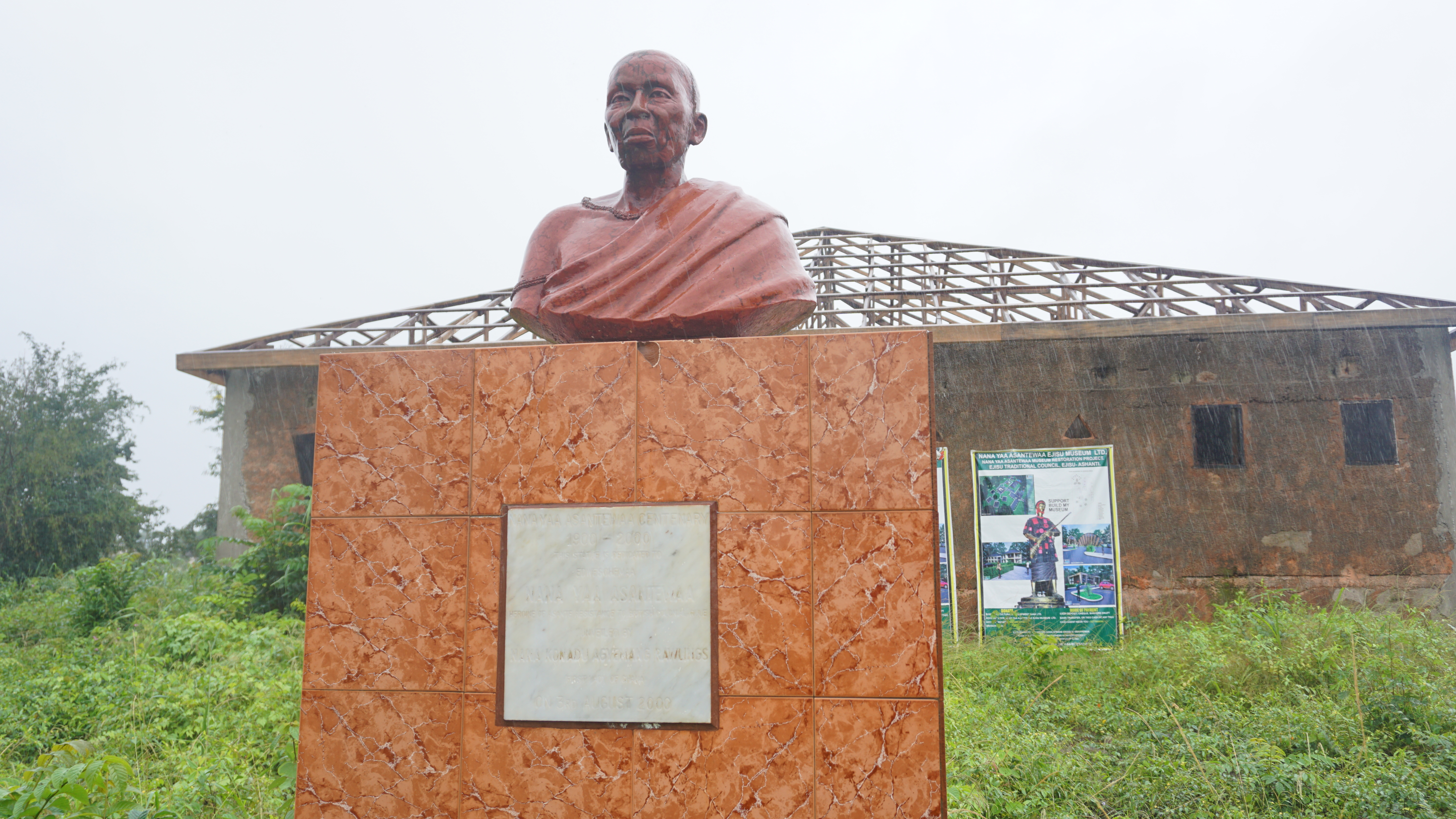
Statue von Yaa Asantewaa am Yaa Asantewaa Museum in Ejisu, Ghana

1896 bereits hatten die Briten den letzten herrschenden Asantehene („König“) der Aschanti abgesetzt und in das mehrere tausend Kilometer entfernte Freetown verschleppt. 1900 versuchten sie den Widerstandswillen der Aschanti endgültig zu brechen, indem sie die Herausgabe des Golden Stool, des goldenen Stuhles der Aschanti, verlangten. Dieser Goldene Stuhl galt seit den Tagen des Okomfo Anokye 1695 als Sitz der Seele des Aschantivolkes. Er war und ist das heiligste nationale Symbol dieses Volkes. Am 28. März 1900 berief der britische Gouverneur alle Oberhäupter der Aschanti aus dem Umkreis ihrer Hauptstadt Kumasi ein und verlangte von ihnen die Herausgabe des Goldenen Stuhles. Die versammelten Oberhäupter verließen die Versammlung ohne Antwort.

## Die Rolle Yaa Asantewaas während des Aufstandes

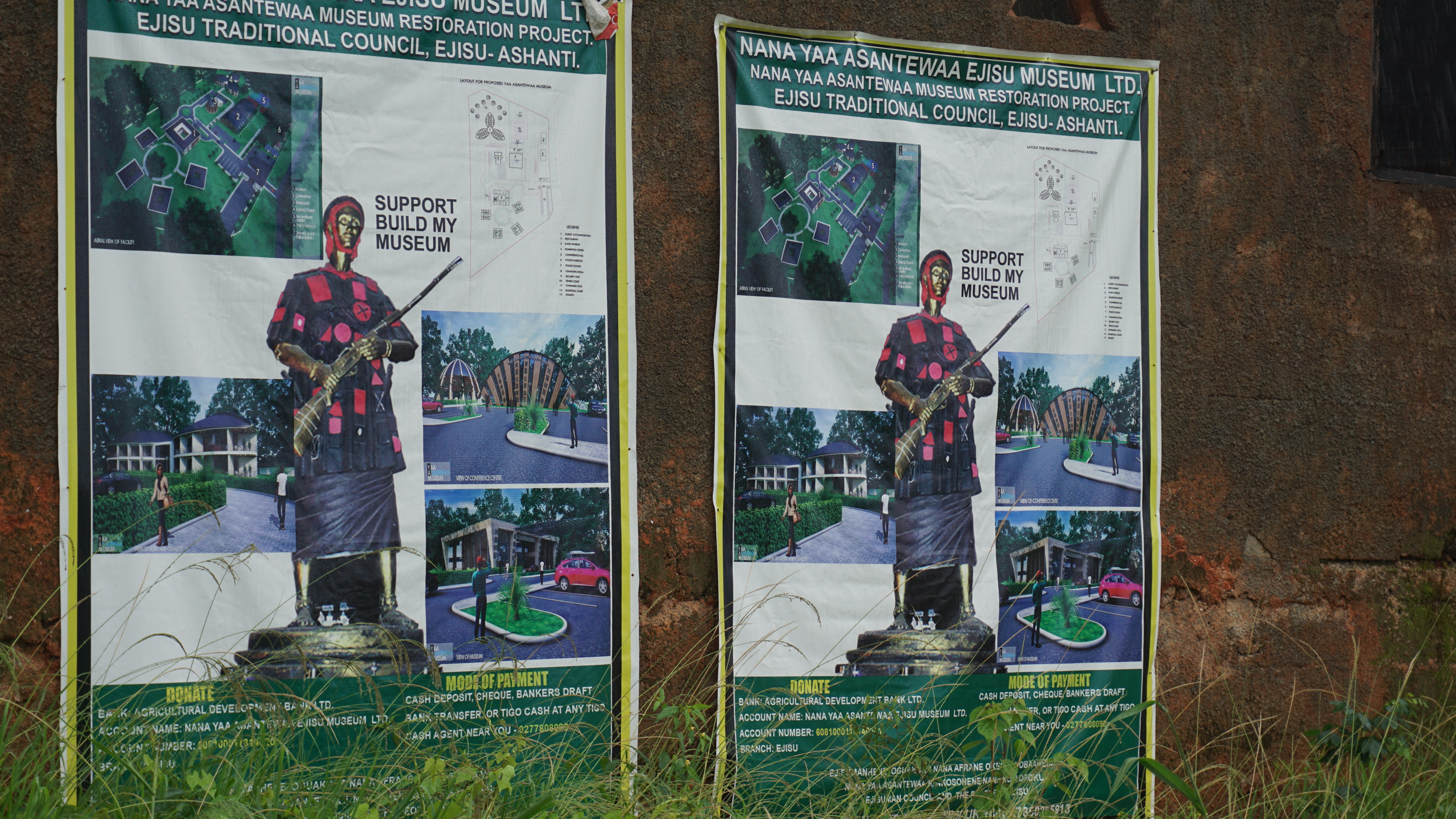
Yaa Asantewaa Museum – Werbeplakat

Berichten zufolge hielt Yaa Asantewaa in dieser kritischen Situation zwischen Resignation und Widerstand eine aufrüttelnde Rede vor den Oberhäuptern der Aschanti, in der sie den Verlust der Tapferkeit der Aschanti beklagte und ankündigte, dass die Frauen anstelle der Männer in den Krieg gegen die Weißen ziehen würden, falls die Männer es nicht täten. Diese Rede gab den Ausschlag für den Aufstand.
Wahrscheinlich hat Yaa Asantewaa nicht direkt an den Kampfhandlungen teilgenommen. Sie führte den Aufstand an und war der strategische Kopf hinter den Kämpfen. Die Aschanti belagerten die Briten im Fort von Kumasi und wendeten später eine Guerillataktik an. Die Briten brauchten vier militärische Expeditionen (von denen drei geschlagen wurden), ehe sie den Widerstand nach etlichen Monaten brechen konnten.

## Das weitere Schicksal Yaa Asantewaas
Gegen Ende des Aufstandes wurde Yaa Asantewaa von den Briten gefangen genommen und für den Rest ihres Lebens ebenso wie später der letzte Asantehene auf den Seychellen exiliert. Yaa Asantewaa ist heute noch eine legendäre und beliebte Figur in Ghana, insbesondere unter den Aschanti. Auf dem 20 Cedi-Schein des unabhängigen Ghana der 1980er Jahre ist sie abgebildet.